# Фреквентатив
Фреквентатив (лат. frequentativum) — форма глагола, которая указывает на повторяющееся действие. Фреквентатив может рассматриваться как отдельный глагол, производный от исходного. В русском языке форма фреквентатива образуется с помощью суффиксов -ыва, -ива, -ва, -а (слыхивать, видывать, знавать и т. п.) и воспринимается носителями как устаревшая.
Фреквентатив также есть в некоторых других языках, таких как латинский, балто-славянские (польский, литовский), финно-угорские (финский, венгерский), тюркские и т. д. В языке ифкуиль фреквентативы выражается аналогично множественным числам существительных. В Квенья фреквентатив выражается приставкой en-.

## Фреквентативы в чувашском языке
В чувашском языке, как и во многих других тюркских языках, имеется особая глагольная форма, которая выражает многократность, повторяемость выполнения действия. Эта форма образуется посредством прибавления к основе глагола аффиксов -кала (-келе). Фреквентативы очень употребительны в чувашском языке. По своему значению они близки к русским глаголам, имеющим суффикс -ыва-, -ива-.
Например: вулакала — («почитывать»); кулкала — («посмеиваться»); ĕçкеле — («попивать»).